# O2 (marca)
O2 (tipografiat com O 2) és una marca global propietat de l'empresa espanyola de telecomunicacions Telefónica. L'empresa utilitza la marca O2 per les seves filials al Regne Unit i Alemanya. Des 2018, també s'utilitza com a marca secundària a Espanya.
Anteriorment, totes les sucursals europees de Telefónica estaven gestionades per Telefónica Europe plc, una empresa de telecomunicacions i banda ampla. L'empresa es va crear com un conjunt d'empreses de telecomunicacions de tot el món, conegudes en la segona meitat de la dècada de 1990 com BT Wireless, i un negoci global de dades mòbils conegut llavors com Genie Internet, ambdues subsidiàries de British Telecommunications. Com a part d'una reorganització de Telefónica a 2014, les participacions i operacions de Telefónica Europa es van convertir en subsidiàries directes de la seva matriu: Telefónica SA
Telefónica Europe va proporcionar operacions de telefonia mòbil al Regne Unit i Alemanya, i va atorgar llicències de la seva marca a operacions anteriors a Irlanda, República Txeca i Eslovàquia. A més, O2 ha establert una aliança d'empreses amb Tesco Mobile al Regne Unit, Irlanda i Eslovàquia, i la xarxa Tchibo Mobilfunk a Alemanya.

## Història

### 1985-2001: era BT Wireless

#### Regne Unit

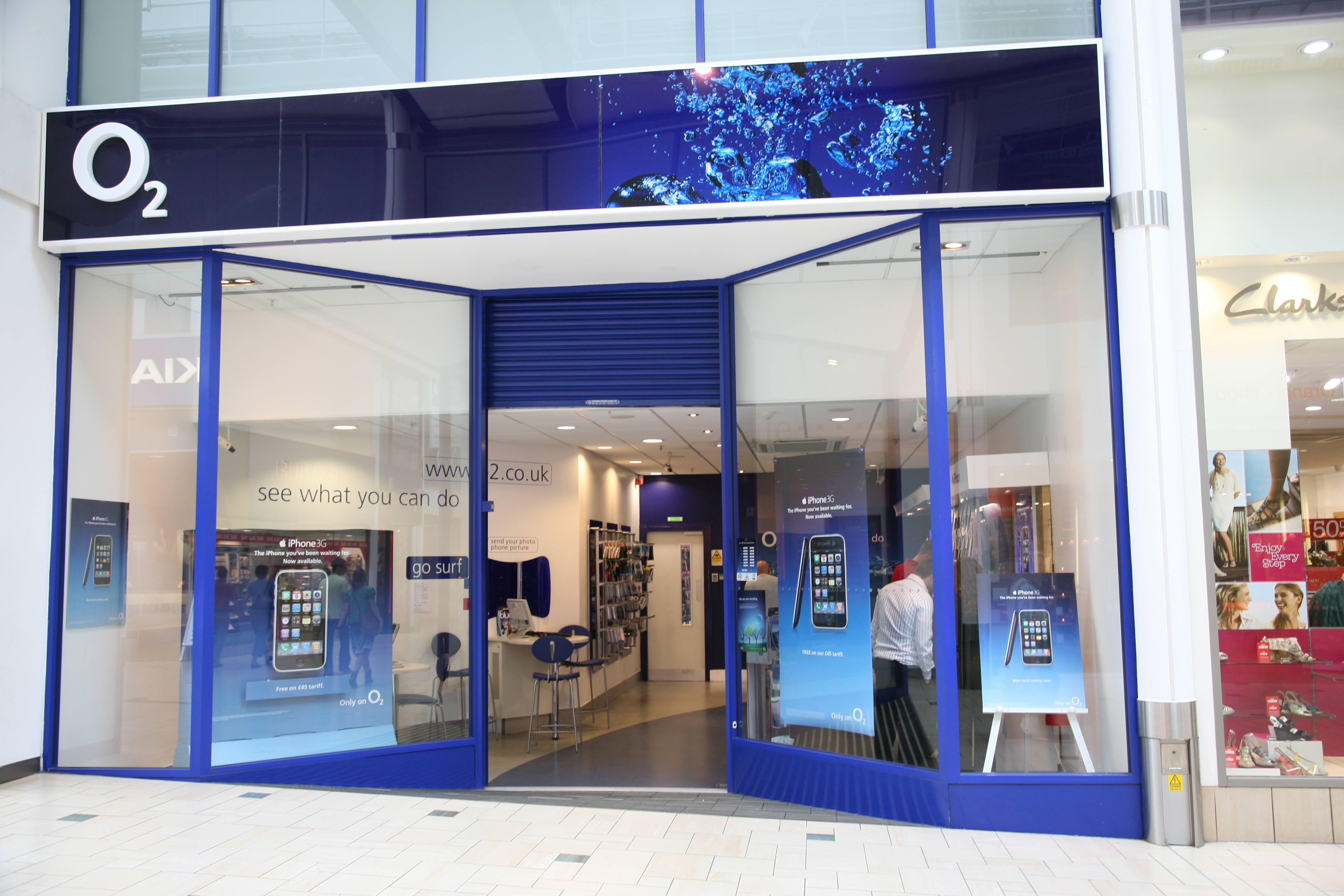
Botiga d'O2 a Banbury, Anglaterra

Cellnet es va llançar el gener de 1985 com una subsidiària de Telecom Securicor Cellular Ràdio Limited, una empresa 60:40 entre British Telecommunications i Securicor respectivament.
El 1999, BT va comprar les accions de Securicor a Cellnet per 3.150 milions de lliures esterlines. Posteriorment, l'empresa va passar a anomenar-BT Cellnet i va passar a formar part de BT Wireless, un grup d'empreses subsidiàries propietat de BT. BT va invertir 2.000 milions de lliures esterlines en BT Cellnet i, el 2000, BT Cellnet tenia més de 6 milions de clients.
A l'octubre de 2001, en una junta general celebrada a Birmingham, 4.297.000 d'accions de BT van votar a favor de l'escissió de BT Cellnet de BT, amb 670.000 accions en contra. El 2001, BT Cellnet es va separar de BT com mmO2 plc i es va rellançar l'1 de maig de 2002 amb la marca O2. L'empresa va canviar el seu nom de mmO2 a O2 plc al març de 2005.

#### Irlanda
Digifone es va crear el 2000, com el negoci mòbil escindit de l'anterior Esat Digifone, que acabava de ser comprat per BT. Esat Digifone va ser originalment una aliança d'empreses entre Esat Telecom i Telenor. Després de l'adquisició de Esat Telecom per BT, BT també va adquirir la participació de Telenor en Esat Digifone. Posteriorment, les operacions fixes, Esat Telecom més tard es va convertir en BT Irlanda i les operacions mòbils escindides, anomenades sense el nom de Esat com Digifone, van passar a formar part de l'empresa separada recentment formada, mmO2 plc. Digifone es va convertir en O2 Ireland el 2001 com a subsidiària de mmO2 plc després de l'escissió de BT. O2 Ireland es va convertir en filial d'Telefónica el 2006, després de la compra de la seva empresa matriu O2 al Regne Unit. El juny de 2013, Hutchison Whampoa va anunciar que adquiriria la divisió irlandesa d'O2 per 780 milions d'euros. O2 es va fusionar amb la subsidiària de Hutchison Whampoa, Three Ireland, el març de 2015.

#### Alemanya

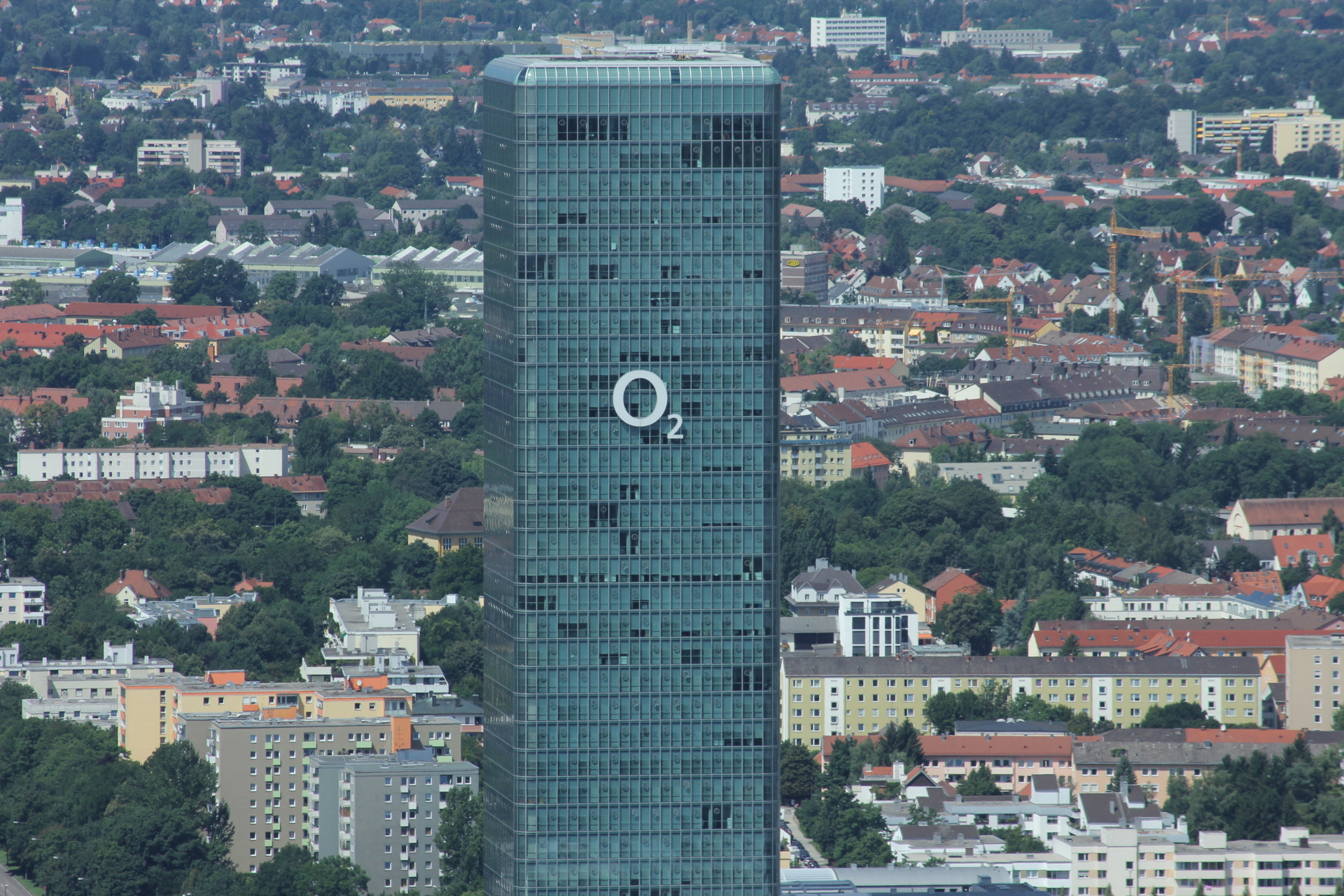
Seu de Telefónica Deutschland a Múnic.

Viag Interkom es va crear el 1995 com una aliança d'empreses de l'empresa alemanya de subministrament d'energia VIAG (45%), British BT Group (llavors anomenat British Telecommunications) (45%) i Norwegian Telenor (10%) per competir per la llicència oficial per proporcionar serveis en el mercat alemany de telecomunicacions (fix i mòbil) en ràpida liberalització en aquest moment. El 2001, BT adquirir la participació de VIAG (propietat de l'empresa energètica alemanya E.ON) per 11.400 milions d'euros després de la subhasta de llicències UMTS de l'any anterior. Les operacions mòbils de Viag Interkom es van transferir a la família BT Wireless i el negoci fix va passar a ser BT (Germany) GmbH & CO. Viag Interkom es va convertir en O2 Germany com a filial de mmO2 plc el 2001, després de l'escissió de BT.

#### Països Baixos
Pelfort es va crear al març de 1997 com una aliança d'empreses 50:50 entre BT i Nederlandse Spoorwegen (l'operador nacional de ferrocarrils neerlandès) i amb seu a Amsterdam, Telfort va rebre una llicència del govern dels Països Baixos per proporcionar serveis de telecomunicacions fixes en novembre d'aquest mateix any, i es va atorgar una llicència mòbil a l'any següent. El 2000, les operacions mòbils de Telfort es van convertir en part de la família BT Wireless. Telfort es va convertir en O2 Netherlands com a subsidiària de mmO2 plc el 2001, després de l'escissió de BT.
El 2003, O2 va vendre l'empresa a Greenfield Capital Partners, que la va tornar a anomenar Telfort. Telfort finalment es va convertir en una subsidiària de propietat total de KPN.

#### Illa de Man
Manx Telecom es va separar de BT el 2001. A diferència d'algunes de les contraparts de la companyia, els braços fix i mòbil de Manx Telecom no es van dividir abans de l'escissió, el que significava que Manx Telecom era l'única operació fixa de el grup mmO2 en el moment.
Després de l'escissió de BT el 2001, Manx Telecom va continuar cotitzant sota la seva marca com a subsidiària de mmO2 plc.
El 4 de juny de 2010, Manx Telecom es va vendre a l'inversor de capital privat britànic HG Capital (que va comprar la participació majoritària), juntament amb l'empresa de gestió de telecomunicacions CPS Partners. HG Capital va indicar que el valor empresarial de l'acord era de 158.800.000 de lliures esterlines (232.500.000 de dòlars).

#### Genie Internet i Genie Àsia
Genie Internet Ltd i Genie Àsia es van crear com subsidiàries autònomes però de propietat total de BT el 2000. Quan es va convertir en part de la família d'empreses BT Wireless el 2001, Genie tenia operacions de portal mòbil al Regne Unit, Alemanya i Espanya. Itàlia, els Països Baixos, Hong Kong i Japó i una operació d'OMV d'Internet al Regne Unit anomenada Genie Mobile. Abans de l'escissió d'O2 de BT, Genie va reduir les seves operacions globals per alinear-se amb els negocis mòbils que es separaven d'ella; és a dir, Regne Unit, Alemanya, Irlanda i els Països Baixos. El negoci de Genie Àsia va continuar amb les operacions del portal a Àsia.
Després de separar-se de BT el 2001, el negoci europeu de Genie va esdevenir la base d'una divisió central de productes i serveis anomenada 'Products O2' i el negoci de Genie Mobile va passar a dir-se 'O2 Online', que continua al Regne Unit com a proveïdor de serveis de comunicacions mòbils vinculat a la xarxa O2 UK. Les propietats del portal Genie es van canviar el nom d'O2 Active al Regne Unit, Alemanya, Irlanda i els Països Baixos, i Genie Àsia va esdevenir O2 Àsia. O2 Àsia va esdevenir una subsidiària d'O2 UK amb finsalitat de governança.

### 2006-actualitat: compra de Telefónica
El 31 d'octubre de 2005, O2 va acordar ser absorbida per Telefónica, una empresa espanyola de telecomunicacions, amb una oferta en efectiu de 17,7 mil milions de lliures esterlines, o 2 lliures esterlines per acció. Segons l'anunci de la fusió, O2 va mantenir el seu nom i va continuar amb la seva seu al Regne Unit, mantenint tant la marca com l'equip de gestió. La fusió es fa formalitzar el 23 de gener del 2006.
Després de la finalització de l'adquisició d'O2 per part de Telefónica al febrer de 2006, aquesta va escometre un canvi organitzatiu corporatiu que va suposar la fusió dels seus negocis fix i mòbil a Espanya, i la transferència de les propietats de telecomunicacions europees no espanyoles de Telefónica a la marca O2. Per tant, les operacions de Český Telecom i Eurotel a la República Txeca, així com el negoci de Telefónica Deutschland a Alemanya, van passar a el govern d'O2, que va mantenir la seva condició d'empresa pública registrada al Regne Unit amb el seu propi consell d'administració i estructures i processos de govern corporatiu.
Telefónica va optar per mantenir les seves operacions de telefonia mòbil existents a la resta del món sota la marca Movistar. Aquest nom s'utilitza a Espanya i en la majoria dels països de l'Amèrica Llatina, gestionat per un equip de gestió independent.
Telefónica va vendre la seva subsidiària O2 Àsia en una compra d'administració el 2007. O2 Àsia, amb seu a Singapur, que opera a països de l'Extrem Orient, Àsia de Sud, Orient i Australasia, solia desenvolupar i comercialitzar una gamma de PDA i telèfons intel·ligents connectats sense fils de la marca XDA pels mercats asiàtic i europeu, i continua desenvolupant i comercialitzant aquests productes sota la marca "MWG", abreviatura del Mòbils & Wireless Group.
El 2015 hi va haver converses perquè Li Ka-shing comprés l'empresa, però com ja és propietari de la xarxa rival britànica Three, es va descartar.

## Operacions
Telefónica opera els seus negocis sota la marca O2 a través de les seves filials Telefónica UK i Telefónica Deutschland. Telefónica Espanya utilitza Movistar com la seva marca insígnia, mentre que O2 és una marca secundària de baix cost.
| Àrea       | Llicències 2G                | Llicències 3G                                        | Llicències 4G                    | Fixe | DSL                     | Dispositius |
| ---------- | ---------------------------- | ---------------------------------------------------- | -------------------------------- | ---- | ----------------------- | ----------- |
| Regne Unit | - GSM - GPRS - EDGE 900/1800 | - UMTS 900/2100 - HSDPA - HSUPA - HSPA + - DC-HSPA + | - LTE 800/1800/2100/2300         |      |                         | - XDA - ODM |
| Alemanya   | - GSM - GPRS - EDGE 900/1800 | - UMTS 900/2100 - HSDPA - HSUPA - HSPA + - DC-HSPA + | - LTE 700/800/900/1800/2100/2600 |      | - ADSL - ADSL2 + - VDSL | - XDA       |

Telefónica és propietària de l' OMV Giffgaff al Regne Unit, que utilitza la xarxa O2.
El maig de 2020, es va informar que Telefónica i Liberty Global planegen fusionar les operacions d'O2 al Regne Unit amb Virgin Media, un proveïdor de televisió de pagament i banda ampla en aquest país, propietat de Liberty Global.